# 卢加诺文化博物馆
卢加诺文化博物馆 ( MUSEC ) 首次开放于1989年9月23日，旨在展示由Serge Birignoni所收集的大量民族艺术品，特别是来自远东、印度、东南亚、印度尼西亚和大洋洲的艺术品。
感谢这些年收到的大量捐赠，MUSEC 的收藏现已变得更为丰富。 
博物馆成立时被称为“欧洲外文化博物馆”，于2007 年更名为文化博物馆，2017 年正式定名为 MUSEC。它是卢加诺市文化中心的组成部分，总部正位于马尔彭萨塔别墅。经由 Via Mazzini 和 Riva Caccia 两条路皆可进入博物馆。

## 马尔彭萨塔别墅
2017 年，MUSEC 入驻马尔彭萨塔别墅。别墅由 Caccia 家族于 18 世纪中叶根据当时的风格建造，依托着山脉舞台，重新布置并点缀了阿尔卑斯美妙的湖景。 马尔彭萨塔别墅自1893年起作为博物馆被使用，1973年开始成为常设美术馆并举办各类临时展览。
2014 年的修复工程为 MUSEC 提供了一个更大且更核心的位置，除了主楼之外，它北侧的两座建筑，被用作办公室以及研究和文献中心 。而南部的梯田花园，被重新布置以容纳 MUSEC 的室外空间，上层露台则直接导向了新的入口。这些空间在重新布置时，都遵循了国际气候和博物馆技术标准，并按最佳安全条件进行了配备。

## 历史
自 1989 年 9 月 23 日向公众开放起，直到 2016 年，海伦尼姆 (Heleneum)  一直是 MUSEC 的所在地。 海伦尼姆 (Heleneum)  是卢加诺湖畔一座建于 1930 年至 1934 年间的别墅，以凡尔赛的“小特里亚农宫”为模板，由海伦·比伯 (Hélène Bieber) 进行设计。尽管这位见闻广博且意志坚定的女士，希望将其改造成社交和文化娱乐的中心，并一直在此居住到了 1967 年，但由于 1930 年代的经济危机，海伦·比伯 (Hélène Bieber) 的意愿未能实现，一直以来海伦尼姆 (Heleneum) 只是个少有居客的住宅。直到 1969 年，它被卡斯塔尼奥拉市（现在是卢加诺市的一个地区）的行政当局买下。
在 1969 年到 1971 年间，Heleneum 曾是 Carlo Florindo Semini、Franco Ferrara 和 Arturo Benedetti Michelangeli 三人用于教授的钢琴课程的活动场所。而 1971 年到 1973 年，在 Elémire Zolla 的授意下，别墅举办了提契诺高等研究院的暑期课程和研讨会，汇集了宗教知识主题的不同学科的重要学者。
之后直到 1976 年，Heleneum 是 Dalle Molle 研究所语义和认知研究中心的所在地，该中心主攻人工智能领域，当时尚处于初创阶段，但多次组织由学者和来自世界各地的研究员参加的各类研讨会。最终这座别墅成为了卡斯塔尼奥拉的幼儿园，并作为布景参与了布鲁诺·甘茨和阿尔多·法布里齐等人的电影制作。
MUSEC  保存了 Serge Brignoni 自 1930 年至 1985 年间收集的大部分民族艺术。该系列收藏展示了南岛文化的创意形态与受这些物品启发的 19 世纪艺术先锋派之间的联系。这些收集反映了 Brignoni 对优质制造品的精心筛选，展示了对来自截然不同文化的艺术形式的广泛欣赏。 Brignoni所藏作品的流派和地理起源与 20 世纪上半叶欧洲、北美和澳大利亚的主流收藏近似。此外，该系列还囊括了被认为是当代收藏基础的所有领域。 

## 馆藏
布里尼奥尼的收藏
瑞士艺术家兼收藏家 Serge Brignoni（1903-2002）自 1930 年至 1980 年代中期，长期收集民族类艺术品。借着1989年MUSEC的开馆，他决定将这些艺术品捐赠给卢加诺这座城市。因此该系列作为见证者，首先见证了南岛文化富有创造力的形态与 20 世纪艺术先锋派艺术家们在圈子中加以讨论并试图将其融入作品的尝试。这些作品表达了一种经过提炼摘取，它赋予最好的制造物品特权，并且知道如何从现象学上识别尚未被定型为文化的艺术表达。在藏品类别和地理起源方面，尽管有着某些独具意味的例外，但它并不缺少极具价值的残片并仍清楚展示了20世纪中叶，遍布于欧洲北美以及大洋洲的收藏特征。最明显的证据是在雕塑作品上的品味，以表现主义的内容和创作方法以及特别丰富的绘画和图案装饰为标志。
其他收藏
随着博物馆的开放，特别是自 2005 年重新启动以来，博物馆接纳并增加了许多其他藏品，其中一些如下所列： Ceschin Pilone-Fagioli 收藏（手工日本蛋白照片，可追溯到 19 世纪末和二十世纪初）； Pilone Collection（包括400多件中国戏剧作品或作品集，包括彩绘面具和脸孔、头饰、化妆和服装配饰、扇子、乐器和全套）； Nodari 收藏和基金（一千件艺术作品和物质文化物品、两条大型河船、大约 6. 000 张照片、71 部纪录片和超过 60 小时的录音带或磁带录音，皆为现场收音，在1950 年代和 1960 年代的一系列非洲之旅 - 特别是在上刚果 - 和 Antonini 系列（来自世界各地的 1100 多把装饰梳）。有关完整列表，请参阅 （页面存档备份，存于）
MUSEC 保存和提升来自远东、印度、东南亚和大洋洲的艺术收藏品。新总部是 18 世纪的马尔彭萨塔别墅，位于卢加诺湖滨长廊，遵循最现代的博物馆学经典，提供一个持续变化的环境。该博物馆是艺术人类学的重要研究中心，同时向公众提供至少三个能够交流的展览，每个展览都根据其自身的主题特点、丰富性和文化项目的整体表达。
- “宝库空间”位于博物馆入口处，可免费进入，在定期更新的路线上陪伴游客，展示布里尼奥尼藏品和博物馆其他主要藏品的作品。充满意义的行程可以让参观者与博物馆其他展览空间中呈现的主题和作品进行动态互动，有时作为它们的预览，有时则是一把可以诠释内容的重要钥匙，它能帮助你感受博物馆展示项目的统一性。
- “Maraini空间”展示了“Esovisioni”的周期性展览，致力于展示旅行摄影和伟大摄影师作品中的异国情调主题。
-“Cielo空间”完全致力于举办“Cameredarte”项目的展览，该项目致力于新的收购、与 MUSEC 合作的收藏家以及多年来参与博物馆活动的当代艺术家。
- 在占据博物馆两层楼的“展示空间”内，轮流展出致力于各种民族艺术流派的“Altrarti”周期展； “东方艺术”处理当代艺术与当地文化传统之间不同形式的衍生和融合，亚洲、非洲和大洋洲的艺术家从中汲取他们的语言，最后是“民族激情”周期的展览，致力于分析角色部落的、东方的和流行的艺术在欧洲先锋派语言的发展中起到了重要作用。
MUSEC 的活动基于其员工以及其他合作者与世界各地的博物馆、大学和文化机构所合作开展的科学研究。出于这个原因，博物馆也被用作研讨会和高级培训活动的场所：大学讲座、进修课程和人类学和博物馆学研讨会。 MUSEC 的储藏室可以通过预约进行参观，里面有一个保存与技术博物馆实验室，配备以满足博物馆的需求，也用以为第三方提供任何专家建议。
教育服务由专业人员执行，包括儿童讲习班、游览向导、会议访问和其他形式的推广项目，这些形式可以根据用户的需求量身定制。
通过预约，MUSEC 还为游客提供别墅的导游服务。博物馆还为会议、特别活动以及摄影和拍摄提供其建筑空间。